# Студена война (филм)
„Студена война“ (на полски: Zimna wojna) е романтична драма от 2018 година, режисирана от Павел Павликовски. Филмът е международна копродукция с продуценти от Франция, Полша и Обединеното кралство. Действието се развива в Полша и Франция по време на Студената война от 40-те до 60-те години на XX век и следва историята на диригент, който открива млада певица, и последвалата им любовна връзка през годините. Сюжетът е бегло вдъхновен от живота на родителите на Павликовски.
„Студена война“ е представен за първи път на Международния филмов фестивал в Кан на 10 май 2018 година. Получава критично признание с голяма похвала, насочена към актьорската игра, режисурата и кинематографията. Филмът получава множество награди, включително три номинации на 91-те награди на Академията за Най-добър чуждоезичен филм, Най-добър режисьор и Най-добра кинематография, както и четири награди на 72-те Британски филмови награди, включително за Най-добра режисура и Най-добър филм на чужд език.